# سیخچه‌ماهیان
سیخچه‌ماهیان (نام علمی: Centracanthidae) نام یک تیره از راسته سوف‌ماهی‌سانان است.